# Eunica chorienes
Eunica chorienes är en fjärilsart som beskrevs av Hans Fruhstorfer 1909. Eunica chorienes ingår i släktet Eunica och familjen praktfjärilar. Inga underarter finns listade i Catalogue of Life.